# Carro armato incrociatore

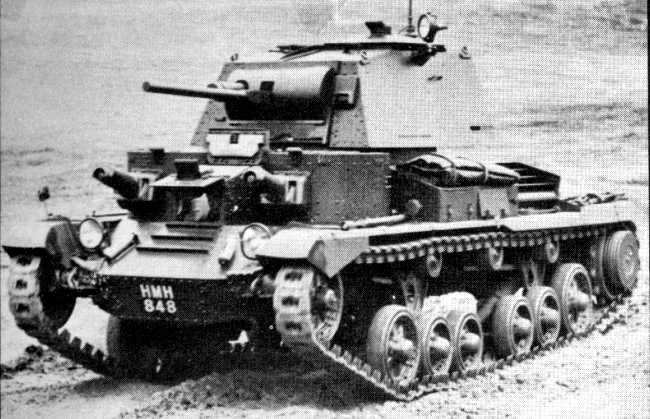
Cruiser Tank Mark I (A9)

Il carro armato incrociatore (detto anche carro cavalleria o carro veloce, in inglese cruiser tank) è un concetto di carro armato inglese del periodo interbellico. Questa idea portò a vari modelli di carro che furono usati durante la seconda guerra mondiale. Nell'esercito inglese, esso faceva parte di una dottrina d'utilizzo che includeva il più corazzato ma lento carro armato per fanteria insieme alla fanteria stessa per sfondare le linee nemiche, dopodiché i carri cruiser attraversavano le linee per danneggiare le retrovie.

## Storia

### I primi progetti
Nel 1936 il War Office inglese ideò due tipi di carri da sviluppare in futuro, il carro armato da fanteria, pesantemente corazzato, da usare in stretta collaborazione con la fanteria negli assalti, e il carro cruiser, leggero e veloce, per puntate nelle retrovie nemiche.
Nel 1934 Sir John Carden della Vickers-Armstrongs produsse un nuovo carro armato medio, l'A9, che fu successivamente adottato come modello ad interim, e prodotto in numeri limitati con il nome di Cruiser Tank Mark I. Doveva essere sostituito da un modello con sospensione Christie. Nel 1937-1938, furono prodotti 125 modelli della A9. Questa era poco corazzata, ma capace di raggiungere i 40 km/h, ed era armato con un cannone QF 2pdr (40 mm), che era efficace contro i carri suoi contemporanei.
Nello stesso periodo dell'A9, fu ideato come carro fanteria, sempre da Carden, anche l'A10. Era praticamente un A9 con aggiunta di armatura per dargli 30 mm di protezione. Questo fu considerato insufficiente per lo scopo, quindi nel 1938 fu messo in produzione come "carro incrociatore pesante" con il nome di Cruiser Mk II, sempre come modello ad interim. Era dotato dello stesso armamento dell'A9, e fu il primo ad essere dotato di BSA Besa. Furono prodotti 175 mezzi prima di settembre 1940.
Nel 1936 il generale Giffard Le Quesne Martel, uno studioso di guerra corazzata e sostenitore del tankette come mezzo per aumentare la mobilità della fanteria, divenne l'assistente direttore della meccanizzazione al War Office. Nello stesso anno osservò le prove di alcuni carri russi, tra cui il carro BT, influenzato dal lavoro di Christie. In seguito a questo, spinse per l'adozione di un carro che seguisse le indicazioni date da Christie, cioè che ne incorporasse le sospensioni e un motore aeronautico leggero, quale il Liberty L-12 o il Napier Lion. Il governo autorizzò l'acquisto e la produzione su licenza di un modello Christie, attraverso la Nuffield Organisation.
Il carro era molto rudimentale e troppo piccolo per l'uso inteso dall'Inghilterra, ma le sospensioni erano efficienti, e furono la base per il Cruiser Mk III (A13). In seguito alla prova di due prototipi, fu iniziata la produzione dell'A13, venendo prodotto in 65 esemplari. Il Mk III pesava 14.200 kg, aveva un equipaggio di 4 persone, un motore da 340 cavalli che gli dava una velocità massima di 48 km/h. Era armato di cannone da 2 libbre (40 mm) e mitragliatrice. Quando fu introdotta in servizio, però, nel 1937, l'esercito non era ancora dotato di una divisione corazzata ufficiale.
Il Cruiser Mk IV (A13 Mk II) era una versione dell'Mk III con una maggior corazzatura.

### La seconda guerra mondiale

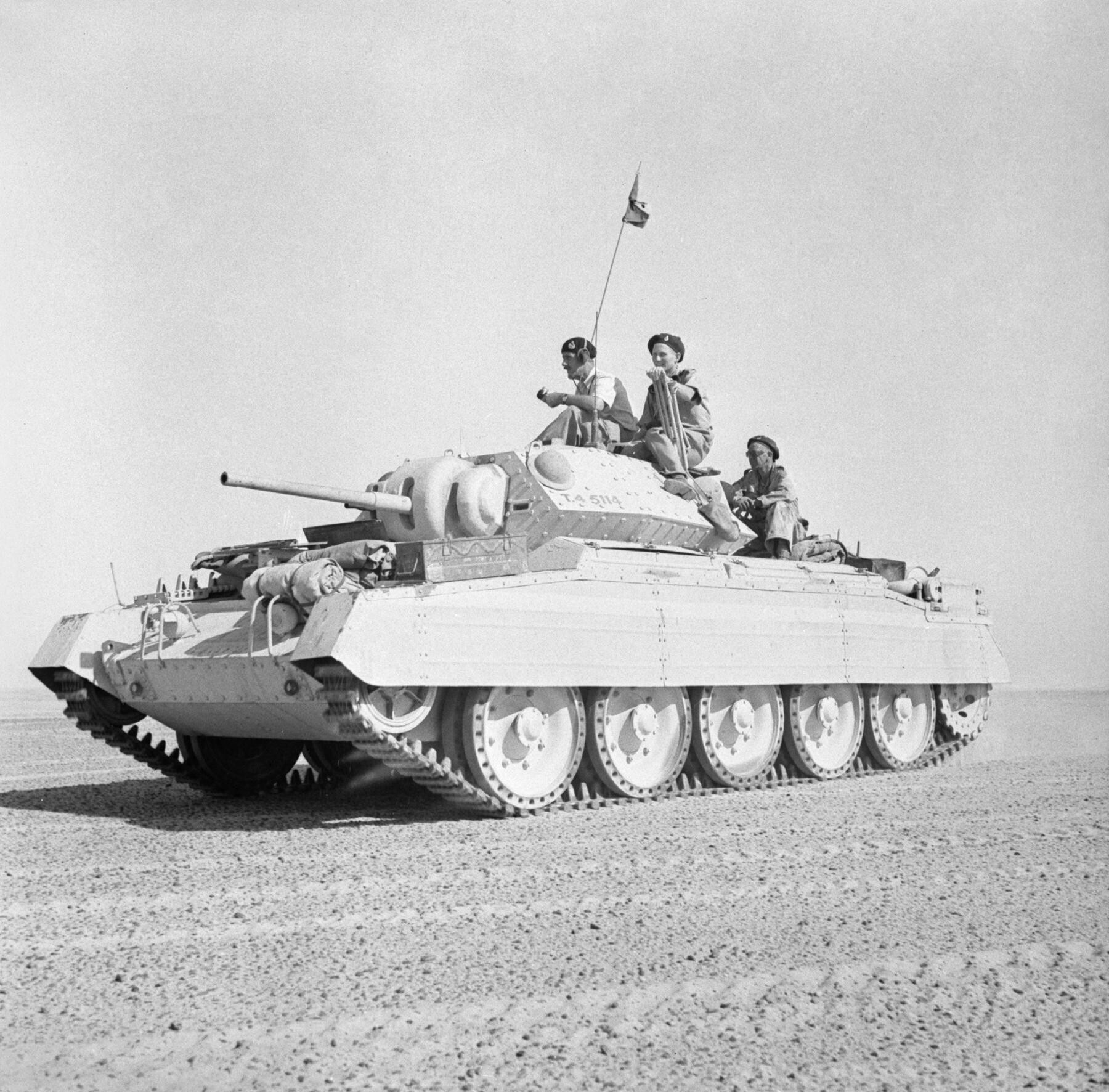
Crusader nel deserto, armato di cannone da 2 libbre

Dopo l'impiego operativo dell'A9 durante la campagna di Francia nel 1940 ne mostrò vari difetti, ad esempio la corazzatura insufficiente o lo scarso spazio interno per l'equipaggio, ma comunque fu ampiamente utilizzato nella campagna del Nordafrica in Libia nel 1941. L'A10 fu usato in Francia, Nordafrica e Grecia. Le ordinazioni dei modelli Mk I e Mk II furono ridotte, dato che l'esercito voleva un carro incrociatore più moderno, veloce e corazzato, che incorporasse le sospensioni Christie, ideate dallo statunitense J. Walter Christie. Nella prima parte della seconda guerra mondiale, il Mk VI Crusader era probabilmente il cruiser più conosciuto, introdotto nel 1941, fu poi usato in grandi quantità nel deserto occidentale. Il contemporaneo Mk V Covenanter era poco affidabile, e fu mantenuto solo in Inghilterra come carro d'addestramento.  Durante corso della guerra gli sviluppi tecnologici permisero l'uso di carri più pesanti che avessero le stesse caratteristiche di velocità e maneggevolezza dei carri incrociatore, rendendo questi ultimi obsoleti. L'ultimo fu il Centurion, inizialmente sviluppato come incrociatore pesante, mettendo insieme la mobilità dell'incrociatore con la corazzatura del carro fanteria. Queste caratteristiche, ed il Centurion con loro, furono sviluppati nel concetto di "carro universale", un modello che potesse coprire tutti i ruoli. Alla fine il Centurion divenne il primo carro armato da combattimento inglese.

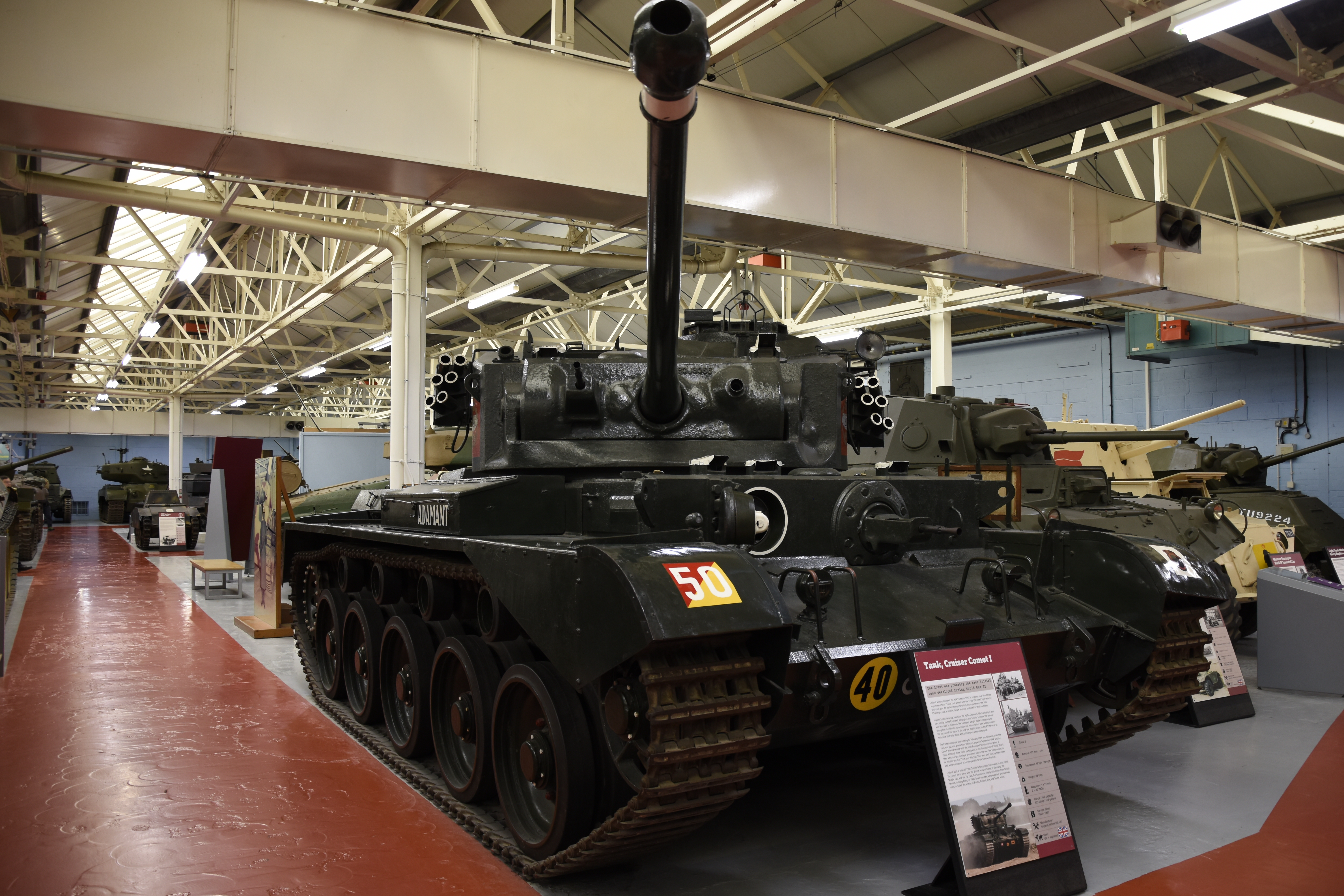
Comet

I Mk VII Cavalier, Centaur e Mk VIII Cromwell furono i derivati del progettato successore dei Covenanter e Crusader. Il successore doveva essere messo in produzione per il 1942, ma il progetto subì dei ritardi, e il Crusader fu dotato del cannone da 6 libbre come misura ad interim. Il Cavalier fu uno sviluppo del Crusader. I Centaur e Cromwell furono due modelli alternativi che usavano rispettivamente lo stesso motore del Cavalier e il motore Rolls-Royce Meteor.
I Centaur e Cromwell furono usati dallo sbarco in Normandia in poi. Il Comet era uno sviluppo del Cromwell che usava un cannone da 17 libbre modificato, e fu messo in campo dall'inizio del 1945.

## Concetto
L'idea di un carro veloce che potesse agire indipendentemente era presa dalla marina militare, dove esistevano navi con lo stesso obbiettivo, gli incrociatori (in inglese cruiser, da cui il nome dei carri), cioè dove gli incrociatori agivano indipendentemente da altri navigli e flotte, i cruiser tanks agivano separati dalla più lenta fanteria, e dai più pesanti carri fanteria e artiglieria trainata o semovente.
In seguito allo sfondamento delle linee nemiche da parte di carri più pesanti, i carri cruiser dilagavano nelle retrovie disturbando linee di comunicazione e rifornimento, secondo le teorie di John F.C. Fuller, Percy C.S. Hobart e Basil Liddell Hart. L'impiego doveva essere simile a quello della sorpassata cavalleria, quindi la velocità era vista come la caratteristica più importante, riflettendosi quindi negativamente sulla corazzatura e l'armamento.
Questa eccessiva attenzione sulla velocità sbilanciava le prestazioni dei mezzi inglesi, in quanto dotati di insufficiente corazzatura. In quel periodo l'idea tra i corpi corazzati era: "velocità è armatura". Non fu subito considerato che questa idea si applicava male con quella tedesca dell'importanza superiore dell'armamento e corazzatura rispetto alla velocità, assicurando così che un solo colpo da un carro medio tedesco potesse distruggere un cruiser inglese. Per di più la fanteria tedesca fu, a partire dal 1944, abbondantemente equipaggiata di lanciarazzi anticarro portatili, molto più di quanto s'aspettassero le gerarchie britanniche, aumentando notevolmente il pericolo per i cruiser nelle retrovie.
Un altro problema di tali carri era l'insufficiente potenza del pezzo principale. La maggior parte, almeno all'inizio, era dotata della piccola Ordnance QF 2 lb (pezzo da 40 mm). Questo, pur avendo buona penetrazione dei mezzi corazzati dell'inizio della guerra, non era dotata di munizioni ad alto esplosivo, rendendola meno efficace contro l'artiglieria controcarri trainata. In seguito il 2 lb fu sostituito dall'Ordnance QF 6 lb (calibro 57 mm), quando possibile, e intanto veniva studiato l'utilizzo del più potente Ordnance QF 17 lb (calibro 76 mm). Il Mk VIII Cromwell non poteva montare una torretta grande abbastanza per il 17 lb, quindi fu solo con il più tardo Comet, dotato di un 17 lb accorciato, che i cruiser poterono essere dotati di quest'arma. Siccome il Regno Unito aveva tanti M4 Sherman con cannone da 75 mm, questi furono modificati per montare il 17 lb dando lo Sherman Firefly, il mezzo con 17 lb più prodotto della II G.M., sopperendo così alla carenza di mezzi con cannone da 76 mm.
Ironicamente, data l'enfasi sulla mobilità, la maggior parte di questi mezzi avevano una scarsa affidabilità meccanica, ad esempio con il Mk VI Crusader, nel clima caldo e sabbioso del deserto nordafricano. Questi problemi erano spesso causati dall'insufficiente sviluppo, in quanto quasi tutti i cruiser originali erano messi in produzione direttamente da progetto, con poco testaggio. Il problema fu definitivamente risolto con il Cromwell, nel 1944, dotato del potente e affidabile motore Rolls-Royce Meteor.